# 包種茶
包種茶是一種青茶，起源於福建安溪縣，是台灣茶水中的著名代表茶種。包種茶以其清爽且甘醇的風味，以及尾韻中隱約散發的花香，展現出其獨特的特色。就烏龍茶而言，它能展現出香氣、濃郁、韻味和甜味等特點，是一種非常優秀的茶品。

## 概論
包種茶屬於青茶類，是台灣發酵度最輕的一種青茶，僅有7%到13%。包種茶注重香氣，聞起來有香氣，喝入喉也帶著水香，此即為最好的包種茶。適合製作包種茶的茶樹品種，包括青心烏龍、臺茶十二號、臺茶十三號、臺茶十四號等。春、夏、秋、冬四季皆可採收，以春、冬茶品質最好。
製作方法為︰
1.採茶菁
2.日光萎凋︰可於適當日光下萎凋，也可採用熱風萎凋，尤其於陰雨天時，沒有足夠陽光進行日光萎凋，或雨菁時，常使用熱風萎凋。
3.室內萎凋︰室內萎凋包含靜置和攪拌，此兩種工序重複數次
4.炒菁︰使用圓筒式炒菁機
5.揉捻︰使用望月式揉捻機
6.乾燥︰以甲種乾燥機或乙種乾燥機進行，亦可使用烘箱。
至此即完成毛茶。

## 歷史
根據日本學者井上房邦的考證，包種茶起源於福建安溪的一位茶葉商人，王義程。他將安溪本地出產的茶葉，仿武夷岩茶的製法，製成包種茶。製好的茶葉，為了保存香氣，以兩層毛邊紙包裹，置入四兩茶葉，包成長方形的四方包，最外層再印上茶名及商號，因此取名包種茶。
台灣在清治時期，開始茶葉外銷，當時茶葉以烏龍茶為主。1873年，因世界經濟不景氣，四大洋行停止購買台灣茶葉，台灣本地茶葉過剩。有部份茶商，將茶葉運往福建福州，進行加工，改製成包種茶。因為獨特的香氣，當時稱之為花香茶。
1881年，福建同安茶商吳福源，認為由台灣將茶葉運至福建製造，運輸成本太高，帶著製茶師至台灣，在台北設立設源隆號，於產地直接加工，將包種茶的製法傳入台灣。
1885年，福建安溪茶商王水錦、魏靜時來到台灣，在臺北州七星郡大內樟栳寮（今台北南港大坑）一帶購地種茶。由福建安溪引進茶樹以及包種茶製法，同時開辦講習會，指導當地茶農種植及製作包種茶。包種茶開始在台灣北部盛行，產地由南港，擴大到文山地區一帶，也就是石碇、坪林、深坑、新店、木柵、景美一帶。文山地區成為最大的包種茶產地，當地出產的包種茶，稱為文山包種茶。

## 分類

### 台灣傳統分類
在日治時期，烏龍茶是用來作為茶樹品種的概稱，而包種茶指的是製作方法，分為條狀包種茶，半球形包種茶，以及球形包種茶三審。
條狀包種茶是最傳統的包種茶，一般說的包種茶就是指條狀包種茶。特徵為茶葉呈現條狀，外形為長條索狀，又稱小龍形。現在所說的紅茶，綠茶，也被包括在這個類型中。
半球形包種茶，也就是台灣烏龍茶。經過團揉的程序等，茶葉呈半球形。
球形包種茶，茶葉呈現圓形團狀，現在所說的台灣鐵觀音屬於這個類型。

### 中國六大茶類
根據中國六大茶類的分類標準，包種茶被歸類在青茶中。